# 海药股份
海南海药股份有限公司 （深交所：000566）是中国深圳证券交易所的一家上市公司，主营业务范围为医药生物制品。
2011年，该公司主营业务收入为721847493.42元，公司净利润为98261837.73元，公司总资产为2019756260.09元。